# Mark Teltscher
Mark Oliver Felix Teltscher (* 16. Januar 1980 in London) ist ein professioneller britischer Pokerspieler aus England. Er gewann 2005 das Main Event der European Poker Tour und 2007 irregulär das Main Event der World Championship of Online Poker.

## Pokerkarriere

### Online
Teltscher spielte Ende September 2007 das Main Event der World Championship of Online Poker auf der Onlinepoker-Plattform PokerStars verbotenerweise mit mehreren Accounts. Unter dem Nickname TheV0id, der auf seine Schwester Natalie Teltscher registriert war, gewann er das Turnier und damit eine Siegprämie von rund 1,2 Millionen US-Dollar. Zwei Wochen nach dem Event wurde Teltscher von PokerStars disqualifiziert und die Siegprämie dem Zweitplatzierten ka$ino1 zugeschrieben. Auf Full Tilt Poker spielte Teltscher unter dem Nickname play2kill.

### Live
Seine erste Geldplatzierung bei einem Live-Turnier erzielte Teltscher Anfang Oktober 2005 bei der European Poker Tour (EPT) in London. Dort setzte er sich im Main Event gegen 241 andere Spieler durch und erhielt eine Siegprämie von 280.000 britischen Pfund, zu diesem Zeitpunkt umgerechnet knapp 500.000 US-Dollar. Im Dezember 2005 gewann er ein Turnier im Rahmen des Five Diamond World Poker Classic im Hotel Bellagio am Las Vegas Strip für rund 375.000 US-Dollar. Im Juli 2006 war Teltscher erstmals bei der World Series of Poker (WSOP) im Rio All-Suite Hotel and Casino am Las Vegas Strip erfolgreich und kam bei zwei Turnieren der Variante Texas Hold’em in die Geldränge. Anfang September 2007 erreichte er beim EPT-Main-Event in Barcelona erneut den Finaltisch und beendete das Turnier hinter dem Dänen Sander Lyloff als Zweiter für 673.000 Euro Preisgeld. Mitte Januar 2008 belegte Teltscher bei der A$100.000 Challenge der Aussie Millions Poker Championship in Melbourne hinter Howard Lederer ebenfalls den zweiten Platz und erhielt dafür 650.000 Australische Dollar. Anfang Mai 2015 wurde Teltscher beim EPT Super High Roller in Monte-Carlo Siebter für mehr als 150.000 Euro. Ende August 2015 belegte er beim High Roller der EPT Barcelona hinter Martin Finger den zweiten Platz für 586.500 Euro. 2017 kam Teltscher zweimal beim Main Event der PokerStars Championship in die Geldränge. Anfang Mai 2018 kam er bei der EPT in Monte-Carlo im Main Event auf die bezahlten Ränge und belegte den dritten Platz beim High Roller, was ihm aufgrund eines Deals mehr als 400.000 Euro einbrachte. Bei der mittlerweile im Horseshoe Las Vegas und Paris Las Vegas ausgespielten WSOP 2023 erreichte der Brite im Main Event den siebten Turniertag, an dem er auf dem mit rund 280.000 US-Dollar dotierten 32. Rang ausschied.
Insgesamt hat sich Teltscher mit Poker bei Live-Turnieren mehr als 5 Millionen US-Dollar erspielt.